# Uetikon am See
Uetikon am See é uma comuna da Suíça, no Cantão Zurique, com cerca de 5.440 habitantes. Estende-se por uma área de 3,49 km², de densidade populacional de 1.559 hab/km². Confina com as seguintes comunas: Egg, Männedorf, Meilen, Oetwil am See, Wädenswil.
A língua oficial nesta comuna é o Alemão.